# Nicolás Ruvalcaba
Nicolás René Ruvalcaba (Jalisco, 7 de octubre de 1982) es un exfutbolista mexicano, que jugó como defensa para los Lobos BUAP de la Primera División de México. Debutó en el Clausura 2007 con los Tigres UANL en la derrota de 2-1 como visitante ante Tecos de la UAG en la jornada 1 de la Primera División de México.

## Clubes
| Club             | País   | Año         |
| ---------------- | ------ | ----------- |
| Tigres UANL      | México | 2007        |
| Tigres B         | México | 2008 - 2010 |
| Club León        | México | 2010 - 2011 |
| Indios           | México | 2011        |
| Club Necaxa      | México | 2011 - 2012 |
| Lobos de la BUAP | México | 2012 - 2013 |
| Puebla FC        | México | 2013 - 2014 |
| Lobos BUAP       | México | 2014 - 2017 |

## Palmarés

### Títulos nacionales
| Título             | Club       | País   | Año  |
| ------------------ | ---------- | ------ | ---- |
| Ascenso MX         | Lobos BUAP | México | 2017 |
| Campeón de Ascenso | Lobos BUAP | México | 2017 |